# Hrob Nikolaje Ovčinikova
Hrob Nikolaje Ovčinikova, nazývaný také Pomník seržanta Nikolaje Ovčinikova, je exteriérový památník 2. světové války, který se nachází u chodníku na ulici 28. října v části Hulváky městského obvodu Mariánské Hory a Hulváky statutárního města Ostravy. Leží také v nížině Ostravská pánev v Moravskoslezském kraji.

## Historie a popis místa
Dne 25. dubna 1945, během osvobozování Ostravy, němečtí vojáci sestřelili sovětské vojenské letadlo a tak zahynul letec-kulometčík seržant Nikolaj Ovčinikov/Ovčininkov (*1926). Místo jeho úmrtí je také místem hrobu.
První verzi památníku této události vytvořil v roce 1945 až 1946 český sochař a ostravský rodák Karel Vávra (1914–1982). Památník, který byl vyroben z umělého kamene, měl tvar sloupu s rudou hvězdou a pamětní deskou, pod kterou byla uložena urna s ostatky padlého letce.
V 90. letech byl památník odstraněn a nahrazen jednodušším obyčejným pomníkem bez uměleckých prvků pod kterým je umístěna urna s ostatky letce.

### Nápisy na hrobě
Na pamětní desce je nápis v českém a ruském jazyce:
| „ | ZDE ZAHYNUL SMRTI HRDINŮ VE SVÉM BOMBARDOVACÍM LETADLE KULOMETČÍK NIKOLAJ OVČINIKOV VE VĚKU 19 LET | ЗДЕСЬ ПОГИБ СМЕРТЬЮ ХРАБРЫХ В СВОЕМ САМОЛЕТЕ БОМБОВОЗЕ ПУЛЕМЕТНИК НИКОЛАЙ ОВЧИНИКОВ В ВОЗРАСТЕ 19 ЛЕТ | “ |

## Další informace
Místo je celoročně volně přístupné. Komunistická strana Čech a Moravy pořádá na místě každoročně pietní akty u příležitosti oslav osvobození Ostravy.

## Galerie

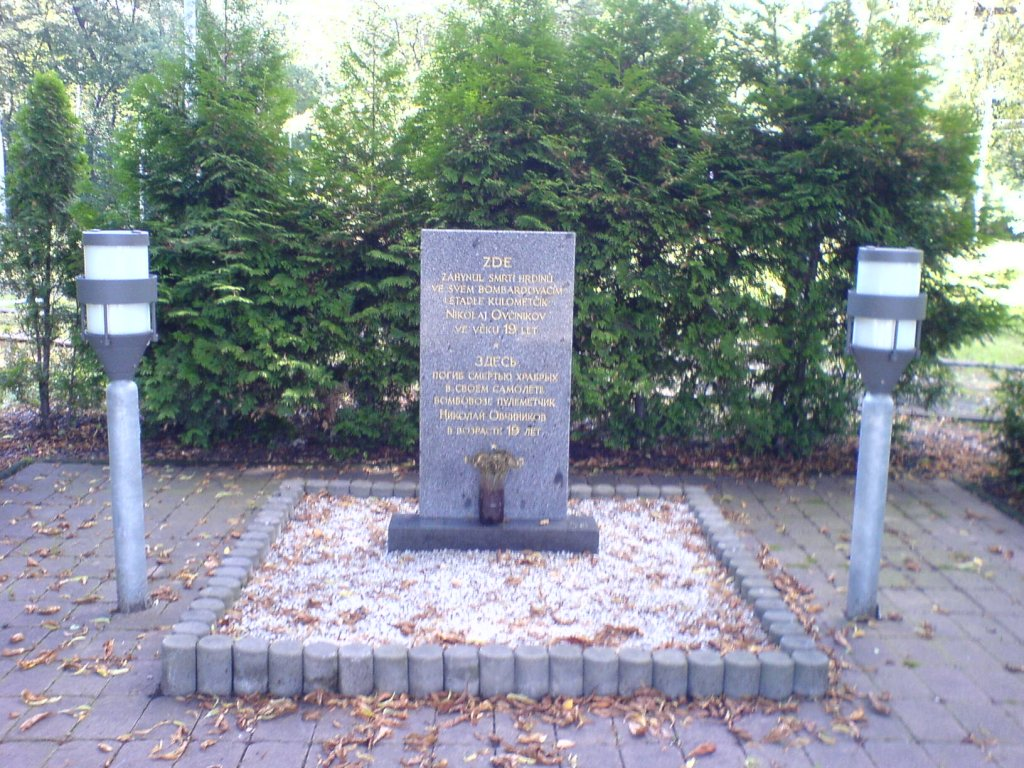
Čelní pohled na hrob